# Cultura LGBT a Londra
La cultura LGBT a Londra in Inghilterra è centrata su Old Compton Street a Soho (Londra). Vi sono anche pub e ristoranti LGBT ad Earls Court.

## Storia
Nel corso del XVIII secolo alcuni imprenditori e aristocratici conducevano uno stile di vita LGBT relativamente aperto. Rictor Norton, autore di Mother Clap Molly house: The Gay Subculture in England, 1700-1830 ha dichiarato che nel 1720 Londra aveva pub e discoteche gay in un numero maggiore di quanto abbia avuto nel 1950. Gli studi LGBT pre-1920 erano del tutto incentrati su uomini incorsi in vari scandali ed arrestati per questo.
L'omosessualità è stata depenalizzata nel Regno Unito nel 1967 con il Sexual Offences Act 1967, ma Londra si è dimostrata una destinazione del turismo LGBT anche prima di allora. La cultura LGBT è divenurta maggiormente visibile nel corso degli anni '70 del XX secolo a seguito dei movimenti per i diritti civili. Mark W. Turner, autore di Gay London, ha dichiarato che quando Derek Jarman si trasferì a Charing Cross nel 1979 è iniziato quel processo che ha fatto diventare Soho il centro della comunità LGBT di Londra e che a partire dai primi anni '90 questo si è "fermamente stabilito".
Il Gateway Club è stata la discoteca lesbica più longeva al mondo, aperta nel 1936 e chiusa nel 1985.
Il pub Admiral Duncan a Soho ha subito un attacco bombarolo il 30 aprile 1999. Articoli di giornale hanno affermato la convinzione che il bombardamento aveva lo scopo di attaccare la comunità LGBT; nessuna persona tra quelle che sono morte nell'incidente apparteneva al mondo LGBT.
Il centralino "London Lesbian and Gay Switchboard" è situato nella capitale, anche se serve ed opera nell'intero paese.
Il Gay Pride di Londra 2015 sfilato per le strade della città ha attirato più di un milione di persone, il che lo rende il settimo più grande evento gay in tutto il mondo e la più grande parata LGBT tenuta nel Regno Unito.

## Situazione attuale
L'ufficio governativo dell'Autorità della Grande Londra promuove il turismo LGBT.
L'Above The Stag Theatre a Vauxhall è l'unico teatro presente nel Regno Unito centrato sulle tematiche LGBT.
La Summer Rites è una festa all'aperto appositamente rivolta alle persone LGBT. In città si tengono anche il London Pride Parade e il London Lesbian and Gay Film Festival (BFI Flare: London LGBT Film Festival).
Il night club Heaven è il più grande club e discoteca gay esistente in Europa; esso è stato aperto nel 1979.
La "Gay's the Word" a Bloomsbury è l'unica libreria gay e lesbica del Regno Unito.